# Hangu (Distrikt)
Der Distrikt Hangu ist ein Verwaltungsdistrikt in Pakistan in der Provinz Khyber Pakhtunkhwa. Sitz der Distriktverwaltung ist die gleichnamige Stadt Hangu.
Der Distrikt hat eine Fläche von 1097 km² und nach der Volkszählung von 2017 518.798 Einwohner. Die Bevölkerungsdichte beträgt 473 Einwohner/km².

## Geografie
Der Distrikt befindet sich im Zentrum der Provinz Khyber Pakhtunkhwa, die sich im Norden von Pakistan befindet. 

## Geschichte
Der Distrikt wurde 1996 aus Teilen von Kohat geschaffen.

## Demografie
Zwischen 1998 und 2017 wuchs die Bevölkerung um jährlich 2,66 %. Von der Bevölkerung leben ca. 20 % in städtischen Regionen und ca. 80 % in ländlichen Regionen. In 48.270 Haushalten leben 249.554 Männer, 269.237 Frauen und 9 Transgender, woraus sich ein Geschlechterverhältnis von 92,7 Männer pro 100 Frauen ergibt und damit einen für Pakistan seltenen Frauenüberschuss.
Die Alphabetisierungsrate in den Jahren 2014/15 bei der Bevölkerung über 10 Jahren liegt bei 43 % (Frauen: 17 %, Männer: 71 %) und damit unter dem Durchschnitt der Provinz Khyber Pakhtunkhwa von 53 %.
| Jahr | Einwohnerzahl |
| ---- | ------------- |
| 1972 | 125.721       |
| 1981 | 182.474       |
| 1998 | 314.529       |
| 2017 | 518.798       |